# ژرار پاتریس
ژرار پاتریس (فرانسوی: Gérard Patris‎؛ ۱۹۳۱-۱۹۹۰) یک کارگردان اهل فرانسه بود. فیلم او آرتور روبینشتاین – عشق به زندگی در ۱۹۶۹ برنده جایزه اسکار بهترین فیلم مستند شده است.